# Davyd-Haradok
Davyd-Haradok (en biélorusse : Давыд-Гарадок, en łacinka : Davyd-Haradok) ou David-Gorodok (en russe : Давид-Городок ; en polonais : Dawidgródek) est une ville de la voblast de Brest, en Biélorussie. Sa population s'élevait à 5 800 habitants en 2020.

## Géographie
Davyd-Haradok est arrosée par la rivière Horyn, un affluent droit de la Pripiat, et un sous-affluent du Dniepr. Elle est située à 36 km au nord-est de Stoline et à 242 km à l'est de Brest.

## Nom
Le nom de Davyd-Haradok, qui signifie « ville David », proviendrait du nom de son fondateur, un prince soudovien converti au christianisme, dont le nom de baptême était David, selon une légende locale.

## Histoire
La fondation de Davyd-Haradok remonte au XIIe siècle. Le village fit partie de la Rus' de Kiev, puis de la Volhynie. Après avoir été quelque temps le centre d'une principauté indépendante, la localité fit partie du grand-duché de Lituanie puis de la république des Deux Nations. Elle fut attribuée à l'Empire russe à l'occasion du deuxième partage de la Pologne, en 1793. Elle comptait 7 815 habitants en 1897, dont 3 087 Juifs, soit près de quarante pour cent de la population. Elle redevint polonaise dans l'entre-deux-guerres, de 1921 à 1939. Après la signature du pacte germano-soviétique et l'invasion de la Pologne orientale par l'Armée rouge puis son annexion par l'Union soviétique, Davyd-Haradok fut rattachée à la république socialiste soviétique de Biélorussie et reçut le statut de ville en 1940, devenant également le centre d'un raïon de l'oblast de Pinsk. Pendant la Seconde Guerre mondiale, elle fut occupée par l'Allemagne nazie le 7 juillet 1941. Sa population juive, forte de 4 350 personnes en 1940, soit plus du tiers de la population disparut dans la Shoah. Le 10 août 1941, environ 3 000 Juifs âgés de plus de 14 ans furent assassinés près de la ville par les SS et des collaborateurs locaux. La ville fut libérée de l'occupation nazie par le premier front biélorusse de l'Armée rouge le 9 juillet 1944. Le 8 janvier 1954, Davyd-Haradok fut transférée à la voblast de Brest. Son raïon fut supprimé le 19 janvier 1961 et son territoire rattaché au raïon de Stoline. Les nouvelles armoiries de la ville furent adoptées en 1997.

## Population
Recensements (*) ou estimations de la population :
| 1897* | 1907   | 1931   | 1959* | 1970* | 1979* |
| ----- | ------ | ------ | ----- | ----- | ----- |
| 7 815 | 13 217 | 10 500 | 9 227 | 8 920 | 7 894 |

| 1989* | 1999* | 2009* | 2012  | 2013  | 2014  |
| ----- | ----- | ----- | ----- | ----- | ----- |
| 7 708 | 6 573 | 6 573 | 6 318 | 6 272 | 6 169 |

| 2015  | 2016  | 2017  | 2018  | 2019  | 2020  |
| ----- | ----- | ----- | ----- | ----- | ----- |
| 6 058 | 5 946 | 5 892 | 5 851 | 5 818 | 5 800 |